# Костел Пресвятої Трійці (Поморяни)
Костел Пресвятої Трійці — культова споруда, розміщена в селищі міського типу Поморяни Золочівського району Львівської області. Занесений до Реєстру пам'яток архітектури України національного значення з охоронним номером 429/0 (ID 46-218-0032). Має риси, характерні для Відродження та бароко.

## Історія
Містечко Поморяни згадувалось на 1437, хоча лише 1456 Казимир IV надав чи підтвердив привілей на міське право власнику міста Яну Свинці. На 1483 у документах згадувався плебан Яків, що засвідчує існування парафії. У 1494 році Поморяни викупив каштелян Кам'янця Ян Сененський разом з братом Вікторином. Під час нападів волохів, татар впродовж 1498-1506 років місто було повністю знищене, через що 1504 Олександр Ягеллончик, 1520 Сигізмунд I Старий підтверджували міське право, як і 1564, 1569 Сигізмунд II Август після перенесення Поморян на нове місце та 1584 Стефан Баторій. Наприкінці XVI ст. львівський каштелян Ян Сененський відкрив кальвіністський збір. У Поморянах перебував суперінтендант кальвіністських зборів Руського воєводства Станіслав Сарницький (1532—1597). Невідомо, чи був він облаштований у костелі, адже 1595 оходить згадка про поморянську препозитуру. Через напади татар 1600 і спалення замку піднімалось питання звільнення від податків.
Після Сененських місто перейшло до Собеських і актом від 4 січня 1633 краківський каштелян Яків Собеський відновив католицьку парафію, відбудував замок, місто, заборонивши міщанам заповідати нерухомість на користь Костелу. Костел присвятили Божому Тілу, Найсвятішій Діві Марії та Усім Святим. При костелі він заклав вівтар Св. Станіслава Костки та встановив препозита, двох вікаріїв, органіста, кантора, бакалавра. На їхнє річне утримання на Поморянах, підміських селах призначалось 400 золотих для пробоща, по 140 вікаріям, органісту 70, кантору 60, бакалавру 48 і на ремонт костелу, 50 золотих. Ян III Собеський збільшив 1681 утримання костелу на 200 золотих. Поморянська парафія відносилась до золочівського деканату. Поморяни з 1640-х років до 1684 десять разів зазнавали нищівних нападів татар, коли декілька разів була знищена забудова. Костел повністю згорів 1674 в час татарського нападу. Тому Ян III Собеський збудував новий дерев'яний костел на новому місці напроти замку на ґрунті міщанки Гузихи. Після скарги їй дали відшкодування у 30 золотих і нову парцелю. На місці старого костелу встановили хрест і поселили костельних підданих. Новому костелу Ян III подарував 2 орнати, пошиті з здобутих під Хотином турецьких хоругов, і відлитий з турецьких гармат дзвін, що зберігся донині.
За розпорядженням короля Яна III 1691 пробощ Ян Станіславович розпочав готувати будівництво мурованого костелу. Було розпочато закладення фундаменту, випалювання вапна, завезення каміння. Через брак коштів будівництво затрималось, а після смерті короля 1696 його припинили, заставивши церковне срібло і продавши камінь.
Одночасно 1692 теслі майстра Степана з Зарудців два тижні працювали при дерев'яному костелі. Після смерті 1698 короля Поморяни перейшли до його спадкоємців синів Олександра (до 1711), Костантина і його вдови Марії Юзефи (до 1728), Якуба (до 1737). Вони переважно передавали Поморяни у заставу архієпископу Атанасієві Шептицькому, Флоріану Розвадовському, воєводі Янові Тарлу, хорунжому Антону Грабянці, сину відомого алхіміка Тадеуша Грабянки. На той час Поморяни були зруйновані після підпалу 1707 саксонським військом, 1710 російським, що з 1734 постійно перебували тут, несучи нові знищення.
У протоколі візитації львівського архієпископа Яна Скарбека у 1716 році згадано дерев'яний костел з дерев'яною хрестильницею, трьома вівтарями з дерева, причому у головному менса була дерев'яна, а у бічних мурована. Один з бічних вівтарів був посвячений Діві Марії.
Біля 1748 повернулись до спорудження мурованого костелу завдяки жовківському каноніку, поморянському пробощу о. Миколаю Гумницькому. На зібрані та свої кошти він заклав фундаменти. Тоді поморянський ключ після Марії Кароліни Собеської успадкував Михайло Радзивіл «Рибонька» (1740), а костел отримав 17.000 золотих заборгованого утримання. Гумницький помер 1758, залишивши костел вимуруваним до рівня вікон і записавши 2000 золотих на утримання при костелі Братства Святої Трійці. Приблизно в цей період було куплено три дзвони. Вже 1765 поморянський ключ отримав у заставу овруцький каштелян Станіслав Прушинський, котрий 1788 його викупив за 409.918 золотих. Після ліквідації золочівсько-дунаївського деканату 1787 поморянська парафія перейшла до деканату бродівського.
У інвентарі 1807 згадано незавершений костел без вівтарів, а тісне захристя пристосували під каплицю. Хоча було перелічено багатий запас срібного літургійного начиння, срібна шата образу Матері Божої, 25 орнатів, 4 каппи. У цей час пробощ о. Томаш Левандовський домурував стіни до рівня даху, вставив вікна, перекрив дах (1807-1808). Завдяки фундації Юзефа Прушинського, сина власника Поморян Еразма, за пробоща о. Яна Лісіньського архітектор Ігнатій Апріл вимурував склепіння та відновив костел зовні (1812-1816). Нарешті 29 листопада 1819 костел освятили. Припускають, що маловідомий архітектор Ігнатій Апріл походив з швейцарського кантону Тічино, де була відома родина архітекторів і будівничих Апріл.

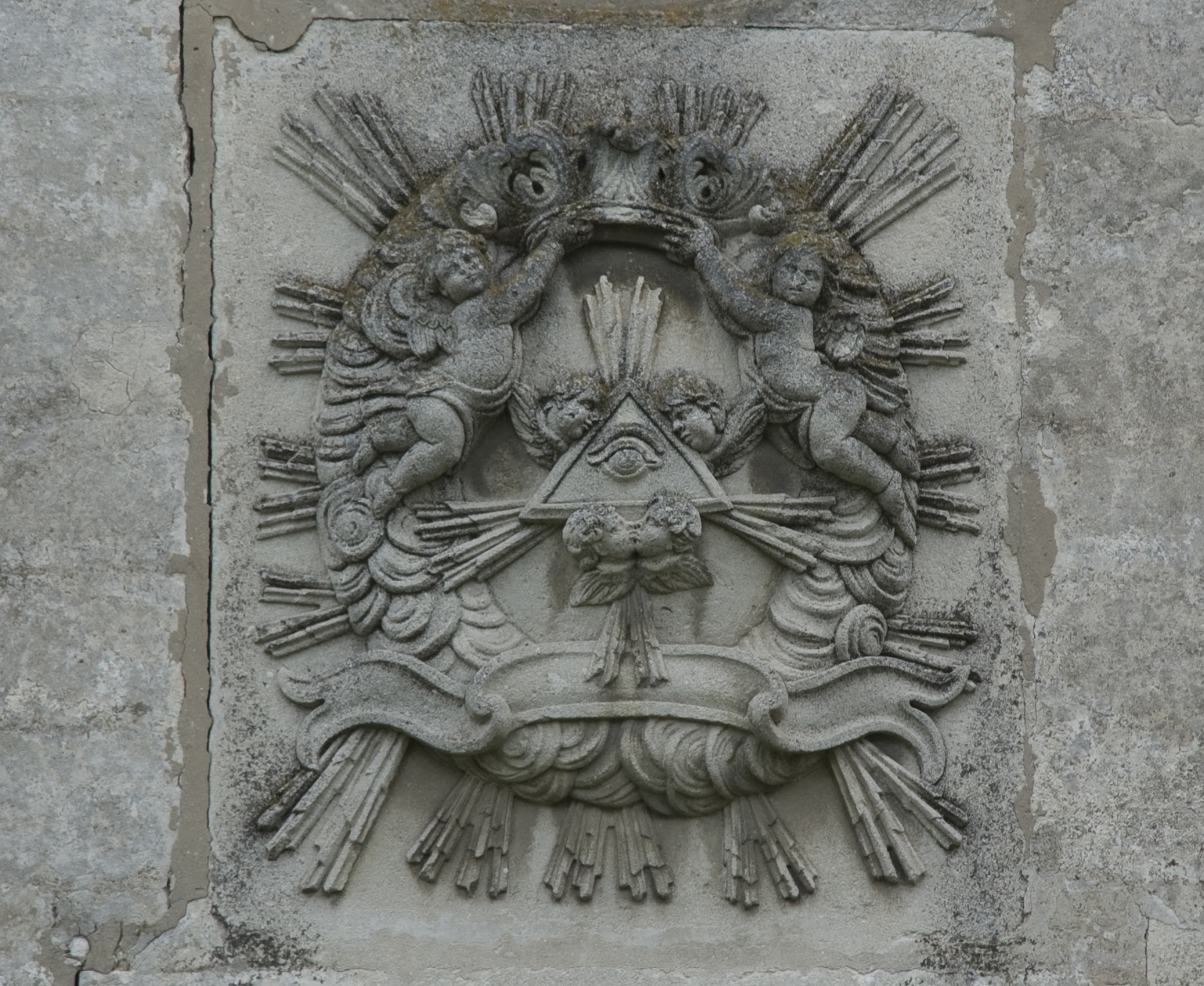
Барельєф з фасаду костелу

У протоколі візитації 1821 наголошено на доброму стані костелу, де знаходились дерев'яні хрестильниця, амвон, три вівтарі з кам'яними менсами. У головному вівтарі з 6 барельєфами
був образ Святої Трійці. У південному рамені трансепту стояв вівтар з образом Благовіщення, у північному з образом Св. Йосифа. Архієпископ Франтішек Піштек 1841 консекрував костел. Через два роки поморянська парафія повернулась до відновленого золочівського деканату. Тоді до парафії належало 19 селищ.
Пожежа 1854 значно пошкодила костел, відновлення якого тривало два роки завдяки коштам власника Поморян Юзефа Прушинського, Юзефа Балицького, який записав 800 гульденів. Новий головний вівтар виконав сницар Олександр Швачик з Колодіїва, учень Мартина Яблонського художник Фелікс Беджицький розписав неф і пресбітерій, Томаш Тирович намалював образ Пресвята Трійця. З паризької виставки привезли 1855 фігуру Матері Божої. Надалі відбувались незначні зміни декорації костелу. Автор «Поморянської хроніки» Броніслав Заморський 1867 подав опис костелу, заповненого копіями робіт італійських художників Гверчіно, Вазарі, дель Сарто, імовірно, подаровані з колекції Прушинських. Портрети Яна III Собеського роботи Яна Купецького і Юзефа Прушинського авторства Алоїзі Рейхана. У північному рамені трансепту в каплиці Непорочного Зачаття Діви Марії стояла паризька фігура Богородиці. На початку 1870-х років поміняли костельні вікна, 1882 відновили музичні хори для встановлення органу, 1906 перекрили дах і встановили сигнатурку.
Костел без значних втрат пережив Першу і Друга світові війни. Поморянська парафія увійшла 1933 до новоутвореного зборівського деканату. Костел був закритий 1950-роках та простояв покинутим до 1990, коли його повернули громаді РКЦ. Костел був відновлений і обслуговується священиками з Золочева.

## Костел

Фасад костелу з прибрамними фігурами

Невідомо, чи при будівництві були використані фундаменти, закладені з наказу Яна III Собеського і чи вони визначили його план.
Орієнтований костел збудували з цегли, облицьованої кам'яними плитами. Він збудований на плані латинського хреста, чиї рамена формують двопрясловий неф і однопрясловий пресбітерій з тригранною апсидою та трансепту з однопрясловими раменами, де у північному була каплиця Св. Йосифа, у південному каплиця Непорочного Зачаття Діви Марії.
Костел покрито двосхилим дахом з сигнатуркою. До північної сторони пресбітерія добудували будівлю захристя, на поверсі якого містилась скарбниця. По периметру костелу бічні фасади декоровано профільованим карнизом з великим виносом. У чільному фасаді нефу нижній ярус виокремлено антаблементом і розчленовано пілястрами на три поля. У центральному широкому полі дверний проріз отримав профільоване обрамлення і розміщені над ним фриз з розетами, профільований карниз і трикутний начілок, на тимпані якого розміщені перехрещені ключі. У розміщеній вище ніші встановлено дерев'яне Розп'яття. Над нішею розміщено кам'яний квадратний барельєф з Всевидючим оком з підтримуючими його голівками путті в обрамленні глорії з хмар і променів. Поверх глорії два ангели підтримують корону, що увінчує композицію. Поверх барельєфу під архітравом розміщено кругле вікно, як і у чільних стінах трансепту, апсиди. Понад антаблементом височіє трикутний фронтон з вікном на полі тимпану. З двох сторін на п'єдесталах встановлено вазони.
Перед костелом на стовпах брами встановлено фігури Архангела Гавриїла і Матері Божої авторства Теодора Єжовскі, а при південно-східному наріжнику огорожі фігура Івана Хрестителя. У дзвіниці у середній арці висить дзвін з барельєфами Івана Хрестителя і гербового польського орла, написом: SONET VOX MEA IN AVRIBUS TVIS DOMINE A.D. 1682 та A.M.D.G. SVMPTU SERENISSIMI JOANNIS III PRO ECCL[ESI]A POMORZANENSIS A.D. 1682. Його було відлито з захопленої під Хотином 1673 турецької гармати.

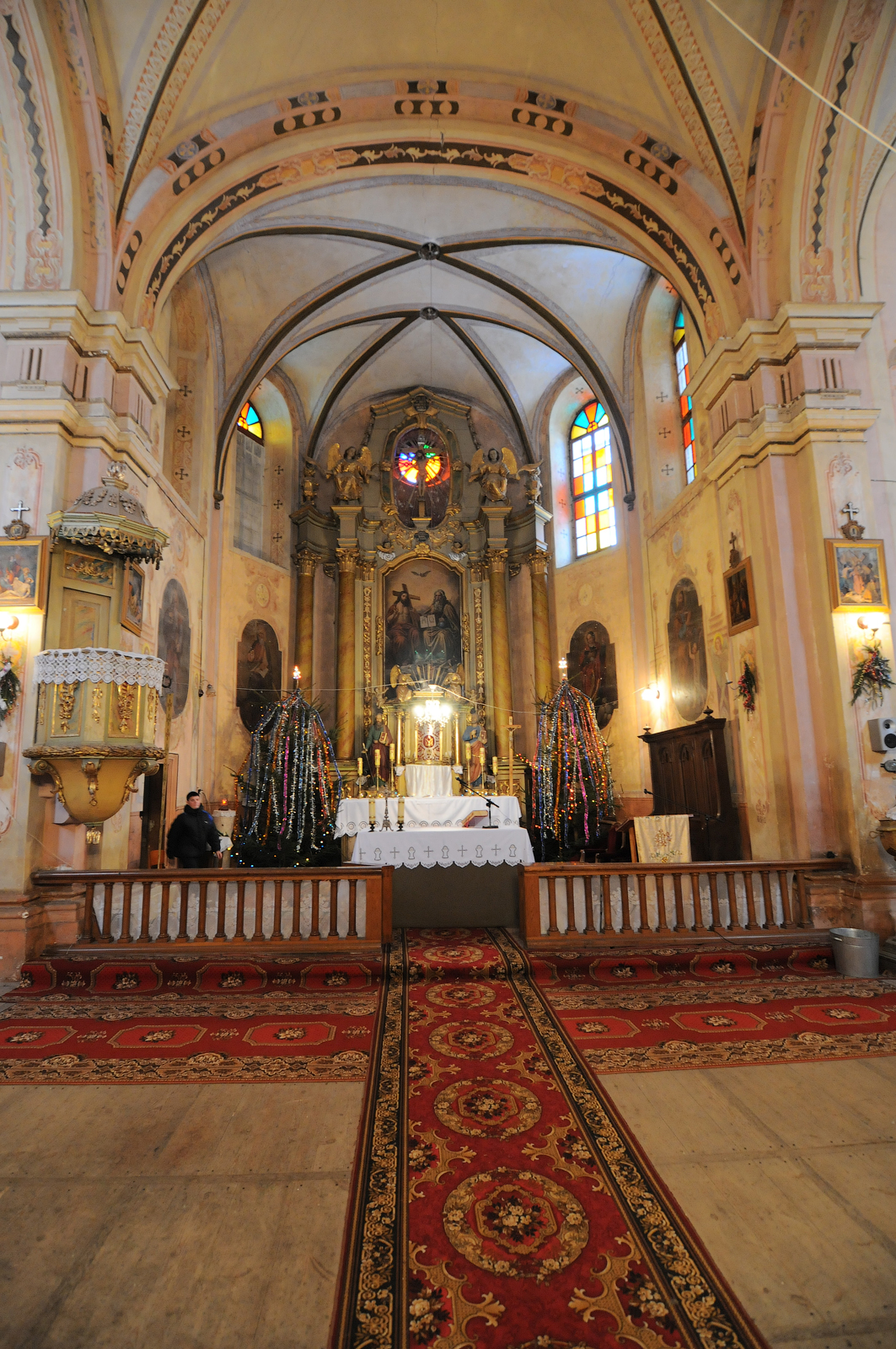
Головний вівтар

У інтер'єрі нефу розчленована на прясла пілястр тосканського ордеру, на яких спочиває антаблемент з фризом декорованим тригліфами. У решті костелу членування пілястрами не застосовувалось. Склепіння нефу півциркульне з люнетами, трансепту хрестове, пресбітерія хрестове з ребрами опертими на консолях. Музичні хори з мурованим парапетом оперті на квадратних стовпах. Склепіння 1855 почав розписувати Фелікс Бєдрицький. У нефі він виконав геометричні і рослинні орнаменти; у трансепті картуші з релігійною символікою, фігурами ангелів, тварин; пресбітерії медальйони з євангелістами, гербами власників Поморян — Свинків, Прушинських (Равич), Потоцьких (Пилява), Радзівіллів (Труби), Собеських (Янина, Леліва).